# Marionina elongata
Marionina elongata är en ringmaskart som beskrevs av Lasserre 1964. Marionina elongata ingår i släktet Marionina och familjen småringmaskar. Inga underarter finns listade i Catalogue of Life.